# Begonia laporteifolia
Espèce
Synonymes
- Begonia hypogaea Winkl.[1]
- Begonia schlechteri Gilg[1]

Begonia laporteifolia est une espèce de plantes de la famille des Begoniaceae.
L'espèce fait partie de la section Scutobegonia.
Elle a été décrite en 1895 par Otto Warburg (1859-1938).

## Répartition géographique
Cette espèce est originaire du pays suivant : Cameroun.